# Carillon mystique
Le Carillon mystique, op. 31, est une œuvre de la compositrice Mel Bonis, datant de 1898.

## Composition
Mel Bonis compose son Carillon mystique en sol bémol majeur pour piano en 1898. L'œuvre, dédiée à Raoul Pugno, est publiée aux éditions Alphonse Leduc la même année. L'œuvre est rééditée par les éditions Furore en 2006.

## Analyse
Le Carillon mystique possède plusieurs similitudes avec l'écriture de Frédéric Chopin. L'œuvre possède une basse obstinée. Elle présente aussi un ostinato, exposé par lui-même au début de la pièce. La pièce de Mel Bonis s'apparente à la Berceuse, op. 57, du compositeur polonais, écrite en ré bémol majeur. Selon François de Médicis, les deux œuvres présentent une basse obstinée et expriment un sentiment de calme et de recueillement. Cependant, chez la compositrice, la basse ne reste pas dans le ton principal toute la pièce et est transposé dans d'autres tons. De plus, la ligne mélodique de l'ostinato du Carillon mystique rappelle le début de l'Impromptu no 2, op. 36, de Chopin.
De plus, les deux œuvres sont dans la même tonalité : le Carillon mystique est en sol bémol majeur, tandis que l'Impromptu est en fa dièse majeur, enharmonique de sol bémol majeur. Chez le compositeur comme chez la compositrice, la pièce commence par la main gauche dans le grave. À l'entrée de la mélodie, la main gauche reprend, avec quelques variations, la ligne initiale.
On trouve une autre parenté entre Mel Bonis et Frédéric Chopin, avec notamment une parenté entre le Carillon mystique et le Nocturne no 1, op. 27. On retrouve dans les deux pièces le même motif final, avec une ligne doublée à la tierce.

## Discographie
- Femmes de légende, par Maria Stembolskaia (piano), Ligia Digital LIDI 0103214-10, 2010, (OCLC 718391726)
- Myriam Barbaux-Cohen (piano) et Mel Bonis, Mémoires d'une femme, Ars Produktion, janvier 2022. (EAN 4260052383490)

## Sources
- Étienne Jardin, Mel Bonis (1858-1937) : parcours d'une compositrice de la Belle Époque, 2020 (ISBN 978-2-330-13313-9 et 2-330-13313-8, OCLC 1153996478, lire en ligne)